# Periclimenes finlayi
Periclimenes finlayi är en kräftdjursart som beskrevs av Fenner A. Chace 1972. Periclimenes finlayi ingår i släktet Periclimenes och familjen Palaemonidae. Inga underarter finns listade i Catalogue of Life.